# Armazenamento de hidrogénio
Armazenamento de hidrogênio se divide em dois grupos: físicos e químicos. No armazenamento químico o hidrogênio  é armazenado como outro composto químico, por exemplo hidretos metálicos, e convertido para H2 sob demanda.

## Armazenamento Físico
No armazenamento físico, hidrogênio é armazenado em um de seus estados físicos: gasoso, líquido supercrítico, adsorvido ou em inclusões moleculares.

### Hidrogênio Comprimido
Talvez o método mais comum para armazenar H2

### Hidrogênio Liquefeito
H2 é liquefeito reduzindo sua temperatura a -253 °C.
A molécula de H2 possui dois átomos, que podem ter spin +1/2 ou -1/2, totalizando um spin nuclear de 0 (para) ou 1 (orto). Na temperatura ambiente cerca de 75% dos átomos de hidrogênio se encontram no estado orto; a 25K somente 1% das encontram-se nesse estado. Isto é, durante a liquefação as moléculas são convertidas do estado orto para o estado para, o que gera perdas irreversíveis no processo.

## Armazenamento Estacionário

### Armazenamento subterrâneo
| Localidade       | Pureza (H2 %) | Pressao (bar) | Volume (m3) |
| ---------------- | ------------- | ------------- | ----------- |
| Moss Bluff (EUA) | 95%           | 55-152        | 566,000     |
| Spindletop (EUA) | 95%           | 68-202        | 906,000     |
| Kiel (Alemanha)  | 60%           | 80-100        | 32,000      |

### Power to gas
Power to gas, abreviado para P2G, é uma tecnologia que converte eletricidade em um combustível. O método mais visado consiste em produzir hidrogênio através da eletrólise da água com o excesso de eletricidade produzida por energias renováveis.